# Свети Апостоли (Велвендо)
„Свети Апостоли“ (на гръцки: Ναός Αγίων Αποστόλων) е възрожденска православна църква в южномакедонския град Велвендо, Егейска Македония, Гърция, част от Сервийската и Кожанска епархия.
В югозападната част на храма е запазена плоча на която пише „1867 17 юли“. Църквата е построена от поп Василис (1848-1932) и е обновена в 1970 година. Около нея има останки от старо селище.